# Diego Echeverri
Diego Armando Echeverri Gil (Medellín, Antioquia, Colombia; 21 de julio de 1989) es un futbolista colombiano. Juega de delantero y actualmente milita en el Real Cartagena de Colombia.

## Equidad
Debutó profesionalmente con gol en el equipo 'asegurador', en la primera fecha de la Copa Colombia 2008 donde anotaría en el empate a un gol entre Santa Fe y La Equidad, el arquero rival al que le anotó fue Camilo Vargas en el arco sur del Estadio Nemesio Camacho El Campín.

## Clubes
| Club                   | País      | Año         |
| ---------------------- | --------- | ----------- |
| La Equidad             | Colombia  | 2008 - 2011 |
| Cortuluá               | Colombia  | 2012        |
| Real Cartagena         | Colombia  | 2013 - 2015 |
| Atlético Bucaramanga   | Colombia  | 2016        |
| Cúcuta Deportivo       | Colombia  | 2016 - 2017 |
| Deportivo Pereira      | Colombia  | 2018        |
| Always Ready           | Bolivia   | 2019        |
| Atlético Huila         | Colombia  | 2019        |
| Boyacá Chicó           | Colombia  | 2020        |
| Club Llaneros          | Colombia  | 2021-2022   |
| Deportes Quindío       | Colombia  | 2023        |
| Portuguesa Fútbol Club | Venezuela | 2024        |

## Estadísticas
| Club                            | Temporada     | Liga  | Liga  | Copa Nacional | Copa Nacional | Copa Internacional | Copa Internacional | Total | Total | Prom. · |
| Club                            | Temporada     | Part. | Goles | Part.         | Goles         | Part.              | Goles              | Part. | Goles | Prom. · |
| ------------------------------- | ------------- | ----- | ----- | ------------- | ------------- | ------------------ | ------------------ | ----- | ----- | ------- |
| La Equidad · Colombia           | 2008          | 3     | 0     | 1             | 1             | —                  | —                  | 4     | 1     | 0,25    |
| La Equidad · Colombia           | 2009          | 0     | 0     | 3             | 0             | —                  | —                  | 3     | 0     | 0,00    |
| La Equidad · Colombia           | 2010          | 0     | 0     | 3             | 0             | —                  | —                  | 3     | 0     | 0,00    |
| La Equidad · Colombia           | 2011          | 0     | 0     | 4             | 0             | —                  | —                  | 4     | 0     | 0,00    |
| La Equidad · Colombia           | Total         | 3     | 0     | 11            | 1             | 0                  | 0                  | 14    | 1     | 0,05    |
| Cortuluá · Colombia             | 2012          | 1     | 0     | 3             | 0             | —                  | —                  | 4     | 0     | 0,00    |
| Cortuluá · Colombia             | Total         | 1     | 0     | 3             | 0             | 0                  | 0                  | 4     | 0     | 0,00    |
| Real Cartagena · Colombia       | 2013          | 35    | 14    | 13            | 3             | —                  | —                  | 48    | 17    | 0,35    |
| Real Cartagena · Colombia       | 2014          | 0     | 0     | 0             | 0             | —                  | —                  | 0     | 0     | 0,00    |
| Real Cartagena · Colombia       | 2015          | 32    | 10    | 4             | 1             | —                  | —                  | 42    | 11    | 0,26    |
| Real Cartagena · Colombia       | Total         | 67    | 24    | 17            | 4             | 0                  | 0                  | 84    | 28    | 0,33    |
| Atlético Bucaramanga · Colombia | 2016          | 5     | 1     | 4             | 0             | —                  | —                  | 9     | 1     | 0,11    |
| Atlético Bucaramanga · Colombia | Total         | 5     | 1     | 4             | 0             | 0                  | 0                  | 9     | 1     | 0,11    |
| Cúcuta Deportivo · Colombia     | 2016          | 14    | 2     | 1             | 0             | —                  | —                  | 15    | 2     | 0,13    |
| Cúcuta Deportivo · Colombia     | 2017          | 31    | 12    | 6             | 4             | —                  | —                  | 35    | 16    | 0,50    |
| Cúcuta Deportivo · Colombia     | Total         | 45    | 14    | 7             | 4             | 0                  | 0                  | 50    | 18    | 0,38    |
| Deportivo Pereira · Colombia    | 2018          | 26    | 11    | 3             | 1             | —                  | —                  | 29    | 12    | 0,41    |
| Deportivo Pereira · Colombia    | Total         | 26    | 11    | 3             | 1             | 0                  | 0                  | 29    | 12    | 0,41    |
| Always Ready · Bolivia          | 2019          | 1     | 0     | —             | —             | —                  | —                  | 1     | 0     | 0,0     |
| Always Ready · Bolivia          | Total         | 1     | 0     | 0             | 0             | 0                  | 0                  | 1     | 0     | 0,0     |
| Atlético Huila · Colombia       | 2019          | 14    | 1     | —             | —             | —                  | —                  | 14    | 1     | 0,0     |
| Atlético Huila · Colombia       | Total         | 14    | 1     | 0             | 0             | 0                  | 0                  | 14    | 1     | 0,0     |
| Total carrera                   | Total carrera | 147   | 50    | 45            | 10            | 0                  | 0                  | 205   | 61    | 0,31    |

 llaneros fútbol club 2021 2 temporada 2022 / 25 goles 
Deportes quindio 2023 / 4 goles

## Palmarés

### Campeonatos nacionales
| Título        | Club       | País     | Año  |
| ------------- | ---------- | -------- | ---- |
| Copa Colombia | La Equidad | Colombia | 2008 |